# Anyway the Wind Blows: The Anthology
Anyway the Wind Blows: The Anthology è una raccolta di J.J. Cale contenuta in un doppio CD (anche con sei brani inediti), pubblicata dalla Mercury Records nel 1997.

## Tracce
CD 1
1. Call Me the Breeze – 2:35 (J.J. Cale) – Tratto dall'album Naturally (1971)
2. Crazy Mama – 2:22 (J.J. Cale) – Tratto dall'album Naturally (1971)
3. Magnolia – 3:23 (J.J. Cale) – Tratto dall'album Naturally (1971)
4. After Midnight – 2:23 (J.J. Cale) – Tratto dall'album Naturally (1971)
5. Lies – 2:56 (J.J. Cale) – Tratto dall'album Really (1972)
6. Changes – 2:25 (J.J. Cale) – Tratto dall'album Really (1972)
7. If You're Ever in Oklahoma – 2:04 (J.J. Cale) – Tratto dall'album Really (1972)
8. Midnight in Memphis – 4:24 (J.J. Cale) – Brano inedito
9. Cajun Moon – 2:12 (J.J. Cale) – Tratto dall'album Okie (1974)
10. Rock and Roll Records – 2:07 (J.J. Cale) – Tratto dall'album Okie (1974)
11. Anyway the Wind Blows – 3:23 (J.J. Cale) – Tratto dall'album Okie (1974)
12. Crying – 2:36 (J.J. Cale) – Tratto dall'album Okie (1974)
13. Everlovin' Woman – 2:10 (J.J. Cale) – Tratto dall'album Okie (1974)
14. I Got the Same Old Blues – 3:00 (J.J. Cale) – Tratto dall'album Okie (1974)
15. Woke Up This Morning – 3:27 (J.J. Cale) – Brano inedito
16. Cocaine – 2:48 (J.J. Cale) – Tratto dall'album Troubadour (1976)
17. The Woman That Got Away – 2:52 (J.J. Cale) – Tratto dall'album Troubadour (1976)
18. Ride Me High – 3:34 (J.J. Cale) – Tratto dall'album Troubadour (1976)
19. Hey Baby – 3:11 (J.J. Cale) – Tratto dall'album Troubadour (1976)
20. Durango – 5:20 (J.J. Cale) – Brano inedito
21. I'll Make Love to You Anytime – 3:12 (J.J. Cale) – Tratto dall'album 5 (1979)
22. Don't Cry Sister – 2:13 (J.J. Cale) – Tratto dall'album 5 (1979)
23. Thirteen Days – 2:49 (J.J. Cale) – Tratto dall'album 5 (1979)
24. Things Ain't Simple – 2:48 (J.J. Cale) – Brano inedito
25. Sensitive Kind – 5:09 (J.J. Cale) – Tratto dall'album 5 (1979)

CD 2
1. Carry On – 2:18 (J.J. Cale) – Tratto dall'album Shades (1981)
2. Runaround – 2:41 (J.J. Cale) – Tratto dall'album Shades (1981)
3. Mama Don't – 3:48 (arrangiamento di J.J. Cale) – Tratto dall'album Shades (1981)
4. City Girls – 2:49 (J.J. Cale) – Tratto dall'album Grasshopper (1982)
5. Devil in Disguise – 2:01 (J.J. Cale) – Tratto dall'album Grasshopper (1982)
6. You Keep Me Hangin' On – 3:26 (J.J. Cale) – Tratto dall'album Grasshopper (1982)
7. Downtown L.A. – 2:25 (J.J. Cale) – Tratto dall'album Grasshopper (1982)
8. A Thing Going On – 2:38 (J.J. Cale) – Tratto dall'album Grasshopper (1982)
9. Don't Wait – 3:09 (Christine Lakeland, J.J. Cale) – Tratto dall'album Grasshopper (1982)
10. Heroes (David Bowie cover) (Live) – 5:51 (David Bowie and Brian Eno) – Brano inedito
11. Money Talks – 4:19 (Christine Lakeland, J.J. Cale) – Tratto dall'album 8 (1983)
12. Hard Times – 3:55 (J.J. Cale) – Tratto dall'album 8 (1983)
13. People Lie – 2:11 (J.J. Cale) – Tratto dall'album 8 (1983)
14. Unemployment – 4:09 (J.J. Cale) – Tratto dall'album 8 (1983)
15. Trouble in the City – 3:22 (J.J. Cale) – Tratto dall'album 8 (1983)
16. Santa Cruz – 4:40 (J.J. Cale) – Brano inedito
17. Shanghaid – 2:33 (Audie Ashworth, J.J. Cale) – Tratto dall'album Travel Log (1990)
18. Change Your Mind – 2:25 (Bruce Cockburn) – Tratto dall'album Travel Log (1990)
19. New Orleans – 2:32 (J.J. Cale) – Tratto dall'album Travel Log (1990)
20. Humdinger – 3:23 (J.J. Cale) – Tratto dall'album Travel Log (1990)
21. Lonesome Train – 3:09 (J.J. Cale) – Tratto dall'album Number 10 (1992)
22. Jailer – 2:50 (J.J. Cale) – Tratto dall'album Number 10 (1992)
23. Artificial Paradise – 4:02 (J.J. Cale) – Tratto dall'album Number 10 (1992)
24. Long Way Home – 2:50 (J.J. Cale) – Tratto dall'album Closer to You (1994)
25. Closer to You – 2:46 (J.J. Cale) – Tratto dall'album Closer to You (1994)

## Musicisti
- J.J. Cale  - chitarre (acustica, elettrica, ritmica, gut-string, slide, solista), organo, sintetizzatore, basso, batteria, voce
- Chuck Browning - chitarra elettrica
- Don Preston - chitarra elettrica
- Gordon Payne - chitarra elettrica
- Gordon Shryock - chitarra elettrica
- Grady Martin - chitarra elettrica
- Harold Bradley - chitarra elettrica
- James Burton - chitarra elettrica
- Reggie Young - chitarra elettrica, chitarra ritmica
- Richard Thompson - chitarra elettrica
- Steve Gibson - chitarra elettrica
- Tommy Cogbill - chitarra elettrica, basso
- Bill Boatman - chitarra ritmica, fiddle, batteria
- Christine Lakeland - chitarra ritmica, organo, accompagnamento vocale-coro
- Harold Bradley - chitarra ritmica
- Jimmy Capps - chitarra ritmica
- Jimmy Johnson - chitarra ritmica
- John Christopher - chitarra ritmica
- Mac Gayden - chitarra ritmica, chitarra slide
- Paul Davis - chitarra ritmica
- Ray Edenton - chitarra ritmica
- Steve Ripley - chitarra ritmica
- Tommy Tedesco - chitarra ritmica
- Robert Greenidge - chitarra steel, batteria steel
- Buddy Emmons - chitarra steel
- Lloyd Green - chitarra steel
- Weldon Myrick - chitarra steel
- Bill Kenner - mandolino
- Josh Graves - dobro
- Walter Haynes - dobro
- Barry Beckett - pianoforte, pianoforte elettrico
- Bill Payne - pianoforte, organo
- Bill Purcell - pianoforte
- Bob Wilson - pianoforte
- Bobby Emmons - pianoforte, organo
- Bobby Woods - pianoforte
- David Briggs - pianoforte, pianoforte elettrico, organo
- Glen D. Hardin - pianoforte
- Pig Robbins - pianoforte, pianoforte elettrico
- Jerry Smith - pianoforte
- Jerry Whitehurst - pianoforte
- John Galley - pianoforte
- Tony Migliori - pianoforte
- Beegie Cruzer - pianoforte elettrico
- Larry Bell - pianoforte elettrico
- Leon Russell - pianoforte elettrico
- Mike Lawler - sintetizzatore
- Kossie Gardner - organo
- Spooner Oldham - organ
- Billy Puett - sassofono
- Dennis Solee - sassofono
- Norm Ray - sassofono
- Bob Phillips - tromba
- Don Sheffield - tromba
- George Tidwell - tromba
- Steve Madaio - tromba
- Bill Humble - trombone
- Dennis Goode - trombone
- George Bohannon - trombone
- Terry Williams - trombone
- Carl Gorodetzy - violino
- Doug Atwell - violino
- Marv Chantry - violino
- Roy Christensen - violino
- Shelly Kurland - violino
- Sid Page - violino
- Buddy Spiker - fiddle
- Shorty Lavender - fiddle
- Vasser Clements - fiddle
- Marcy Dicterow-Vaj - viola
- Nancy Stein - violoncello
- Charlie McCoy  - armonica
- Ed Colis - armonica
- Terry McMillian - armonica
- Garth Hudson - accordion
- Farrell Morris - vibrafono, batteria, percussioni, congas
- Joe Zinkan - basso acustico
- George Tidwell - basso acustico
- Bob Holmes - basso acustico
- Bill Raffensperger - basso
- Billy Cox - basso
- Bob Moore - basso
- Bob Ray - basso
- Carl Radle - basso
- Charles Dungey - basso
- David Hood - basso
- Emory Gordy - basso
- Gary Gilmore - basso
- Joe Osborne - basso
- Michael Rhodes - basso
- Mike Leech - basso
- Nick Rather - basso
- Norbert Putnam - basso
- Tim Drummond - basso
- "Ace Tone Rhythm Machine" - batteria
- Buddy Harmon - batteria
- George Soule - batteria
- Hal Blaine - batteria
- Hayward Bishop - batteria
- James Cruce - batteria
- James Mitthauer - batteria
- Jim Keltner - batteria, organo, percussioni
- Jim Karstein - batteria, percussioni, congas
- Karl Himmel - batteria, percussioni
- Kenneth Buttrey - batteria
- Kenny Malone - batteria
- Roger Hawkins - batteria
- Russ Kunkel - batteria
- Terry Perkins - batteria
- James Nichols - congas
- Robert "Tarp" Tarrant - congas
- J.I. Allison - percussioni
- Diane Davidson - accompagnamento vocale-coro
- Gary Paxton - accompagnamento vocale-coro
- Hoyt Axton  - accompagnamento vocale-coro
- Joanne Sweeney  - accompagnamento vocale-coro
- Leslie Taylor  - accompagnamento vocale-coro
- Marilyn Davis  - accompagnamento vocale-coro
- Sherry Porter  - accompagnamento vocale-coro
- Al Capps  - arrangiamenti strumenti a corda-archi e strumenti a fiato
- George Tidwell  - arrangiamenti strumenti a fiato
- Bob Holmes  - arrangiamenti strumenti a fiato
- Cam Mullins  - arrangiamento strumenti a corda